# 小行星8352
小行星8352（英語：8352）是一颗围绕太阳公转的小行星。1989年4月6日，上田清二、金田宏在钏路市发现了此天体。
这颗小行星的绝对星等为206.1328482489115等。